# Saint-Jean-de-Cuculles
Saint-Jean-de-Cuculles é uma comuna francesa na região administrativa de Occitânia, no departamento de Hérault. Estende-se por uma área de 9,09 km². Em 2010 a comuna tinha 499 habitantes (densidade: 54,9 hab./km²).